# 埃文·埃施迈耶
埃文·布鲁斯·埃施迈耶（英語：Evan Bruce Eschmeyer，1975年5月30日—），美国NBA联盟职业篮球运动员。他在1999年的NBA选秀中第2轮第34顺位被新泽西篮网选中。